# Acossus
Acossus is een geslacht van vlinders uit de familie van de Houtboorders (Cossidae). De wetenschappelijke naam en de beschrijving van dit geslacht zijn voor het eerst gepubliceerd in 1905 door Harrison Gray Dyar Jr..
De soorten van dit geslacht komen voor in Noord-Amerika en Eurazië.

## Soorten
- Acossus centerensis (Lintner, 1877)
- Acossus populi (Walker, 1856)
- Acossus terebra (Denis & Schiffermüller, 1775)
- Acossus undosus Lintner, 1878
- Acossus viktor (Yakovlev, 2004)